# Marco Reda
Marco Reda (* 22. Juni 1977 in Woodbridge) ist ein kanadischer ehemaliger Fußballspieler.

## Vereinskarriere

### Jugend und College
Reda trat im Alter von sechs Jahren dem lokalen Klub Woodbridge SC bei, für den er bis zu seinem 18. Lebensjahr spielte. Im Anschluss spielte er einige Zeit bei den Malton Bullets, bei denen zum damaligen Zeitpunkt auch Paul Stalteri spielte. 1996 und 1997 spielte Reda an der Winthrop University für die Winthrop Eagles in der NCAA Division I, der höchsten Collegespielklasse.

### Erste Profijahre und Zeit in Europa, 1998–2006
Nach seiner Collegezeit unterzeichnete er 1998 einen Profivertrag mit dem USL A-League-Klub Toronto Lynx. Während er in seiner ersten Saison lediglich fünf Mal aufgeboten wurde, etablierte er sich in den folgenden Spielzeiten in der Innenverteidigung der Luchse und wurde bereits 1999 zu deren Kapitän. Während eines Freundschaftsspiels im Mai 2002 gegen den deutschen Erstligisten TSV 1860 München, das Toronto Lynx überraschend mit 1:0 gewann, sollen mehrere europäische Scouts auf Reda aufmerksam geworden sein. Im Juni absolvierte er daraufhin ein Probetraining beim norwegischen Erstligisten Sogndal IL und wechselte auf Leihbasis nach Europa. Seine Leistungen waren für eine feste Verpflichtung überzeugend genug und er unterzeichnete einen Zwei-Jahres-Vertrag.
Seine dritte Saison in Norwegen, die Spielzeit 2004, lief für Sogndal nicht besonders gut und am Saisonende stand der Klub als Absteiger in die Adeccoligaen fest. Reda verließ den Verein daraufhin und unterschrieb Anfang 2005 einen Ein-Jahres-Vertrag mit dem dänischen Klub Aalborg BK. Nach dem Engagement bei Aalborg spielte er 2006 nochmals für ein Jahr bei Sogndal, allerdings in der 2. Liga.

### Rückkehr nach Kanada, seit 2007
Reda, der neben der kanadischen auch die italienische Staatsbürgerschaft besitzt, kehrte 2007 nach Kanada zurück und schloss sich dem neu gegründeten Major-League-Soccer-Team Toronto FC an. Unkonstante Leistungen und Verletzungsprobleme sorgten bereits nach wenigen Spielen für den Verlust seines Stammplatzes in der Verteidigung Torontos und nach Saisonende wurde er aus seinem Vertrag entlassen. Reda wechselte 2008 in die USL First Division (USL-1) zu Charleston Battery. Mit dem unterklassigen Klub erreichte er das Finale des U.S. Open Cups, unterlag dort aber dem MLS-Team D.C. United mit 1:2. 2009 wechselte er innerhalb der USL-1 zum kanadischen Team Vancouver Whitecaps.

## Nationalmannschaft
Reda gehörte 1997 zum 18-köpfigen Aufgebot Kanadas bei der Junioren-WM in Malaysia, blieb während des Turnierverlaufs aber ohne Einsatz. 1999 absolvierte er sechs Partien für die kanadische Olympiaauswahl bei den Panamerikanischen Spielen, verpasste aber als Vierter im Endklassement eine Medaille. Ein Jahr später scheiterte er mit dem Team in der Qualifikation für das olympische Fußballturnier 2000 in Australien, auch in diesem Turnier wurde Reda nicht eingesetzt.
Im Februar 2005 debütierte der Verteidiger in der kanadischen Nationalmannschaft in einem Freundschaftsspiel gegen Nordirland. In der Folge kam er in einigen weiteren Partien zum Einsatz, zu einem Einsatz in einem Pflichtspiel kam er bei seinen sieben Länderspielen aber nicht.